# Galerians: Ash
Galerians: Ash (jap. ガレリアンズ：アッシュ, trans. Garerianzu: Asshu) ist ein 2002 erschienenes Survival-Horror-Spiel von Enterbrain. Es ist die Fortsetzung des 1999 erschienenen Galerians.

## Handlung
Die Handlung spielt im Jahr 2528, also sechs Jahre nach den Ereignissen des ersten Teils. Nachdem Rion den Supercomputer Dorothy mit dem Virenprogramm zerstört hat, stirbt er. Später reparieren zwei Informatiker Dorothy. Dorothy gewann schnell an Reichweite und Einfluss und begann sich zu fragen, warum sie Menschen gehorchen sollte, die sie als minderwertig bezeichnete. Ihre Schöpfer erzählten ihr von der Existenz Gottes und dass Dorothy ihren Schöpfern, den Menschen genauso gehorchen muss, wie die Menschheit sich an den Willen Gottes halten muss. Während Dorothy diese Erklärung zu akzeptieren schien, begann sie heimlich, die überlegenen Galerians zu entwickeln, die für die sie Gott sein würde. Am Ende muss besiegt Rion den letzten Galerians.

## Spielprinzip
Wie im Vorgänger ist das Spiel ein Survival-Horror-Titel. Der Spieler steuert den Charakter Rion. Er verfügt über mehrere Arten von psychischen Kräften. Er ist in der Lage, telepathische Sinne zu nutzen, um Hinweise zu finden, um Rätsel zu lösen und um die Feinde auszuschalten. Wenn die Feinde besiegt sind, hinterlassen sie keine Gegenstände. Außerdem enthält das Spiel mehrere Boss-Gegner.

## Rezeption
Galerians: Ash erhielt laut Metacritic gemischte Kritiken. Famitsu gab eine Punktzahl von 27/40.